# Sipsi

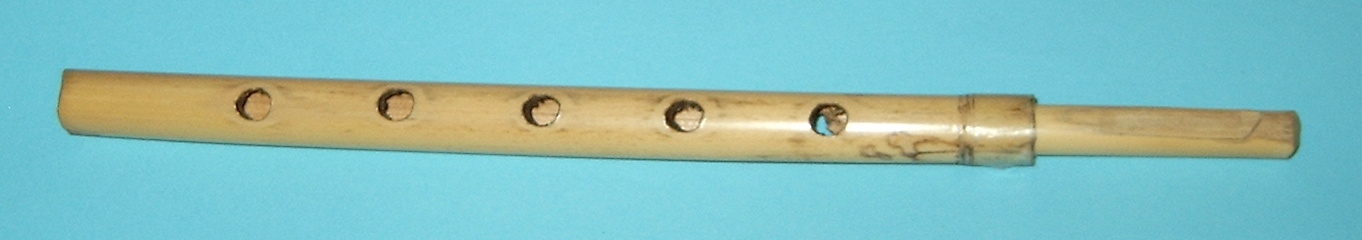
Sipsi aus Bambus

Sipsi, auch zıpçi, zıpçı, zıpçık, cukcuk, ist ein Holzblasinstrument mit Einfachrohrblatt und zylindrischer Röhre, das in der türkischen Volksmusik in der südwesttürkischen Mittelmeerregion gespielt wird.

## Bauform und Spielweise
Die sipsi besitzt typischerweise sechs (fünf bis acht) relativ große Grifflöcher inklusive Loch für den linken Daumen. Die Spielröhre besteht aus einem etwa 18 Zentimeter langen Pflanzenhohlstängel mit einem Zentimeter Durchmesser. Sie stellt mit ihrem idioglotten (aus dem Anblasrohr geschnittenen) Rohrblatt eine der einfachsten Bauweisen für ein melodiefähiges Rohrblattinstrument dar.  Nach einer Beschreibung von 1966 werden in der Provinz Burdur zwei parallel verbundene, 20 Zentimeter lange, enge Spielröhren mit Einfachrohrblättern çifte sipsi genannt. Die beiden gleichen Melodieröhren haben jeweils fünf Fingerlöcher und ein Daumenloch.
Der Klang ist für ein Instrument mit zylindrischer Röhre relativ kräftig. Die sipsi wird wie andere Blasinstrumente, die einen mittelstarken Blasdruck erfordern, häufig mit Zirkularatmung gespielt. Die Tonhöhe kann durch Variieren des Blasdrucks beeinflusst werden. Ähnliche Rohrblattinstrumente sind seit der Antike bekannt und älter als der orientalische midschwiz, der aus zwei zusammengebundenen Spielröhren besteht.

## Verbreitung
Die Kleinstadt Tefenni in der Provinz Burdur ist das Zentrum der sipsi-Spieler. Hier ersetzt die sipsi die ansonsten gespielte Hirtenflöte kaval. Ein Ensemble um Tefenni kann aus einer Langhalslaute saz, einer Bechertrommel darbuka, einer spisi und einem zilli maşa genannten Gabelbecken bestehen.
Sipsi ist auch ein alter Name der Turkmenen für ein Doppelrohrblattinstrument. Zentralasiatische Verwandte mit Einfachrohrblatt sind die usbekische sibiziq und die turkmenische dilli tüýdük. Die westgeorgische pilili ist etwas größer. Das ungarische sip steht für eine Flöte oder ein Rohrblattinstrument. Sip, sipsi und ähnlich (russisch sipov, polnisch szyposz oder serbokroatisch sipovka) ist mit Latein sibilare und dem indogermanischen Stamm suei-, sui („zischen“, „pfeifen“) verwandt, wozu auch italienisch sibilo und spanisch silbotia (große Einhandflöte) gehören. Namensverwandt sind weitere Blasinstrumente in Zentralasien wie die kasachische Längsflöte sybyzgy.